# Didrepanephorus lao
Didrepanephorus lao är en skalbaggsart som beskrevs av Shinji Nagai 2005. Didrepanephorus lao ingår i släktet Didrepanephorus och familjen Rutelidae. Inga underarter finns listade i Catalogue of Life.